# Episodi di Lipstick Jungle (seconda stagione)
- Trasmessa in USA: NBC - 24 settembre 2008 - 9 gennaio 2009
- Trasmessa in Italia: Fox Life - 26 marzo 2009 - 18 giugno 2009 in chiaro su Cielo canale gratuito del digitale terrestre.
| nº | Titolo originale                                        | Titolo italiano                        | Prima TV USA      | Prima TV Italia |
| -- | ------------------------------------------------------- | -------------------------------------- | ----------------- | --------------- |
| 1  | Chapter Eight: Pandora's Box                            | Il vaso di Pandora                     | 24 settembre 2008 | 26 marzo 2009   |
| 2  | Chapter Nine: Help!                                     | Aiuto!                                 | 1º ottobre 2008   | 2 aprile 2009   |
| 3  | Chapter Ten: Let It Be                                  | Lascia perdere                         | 8 ottobre 2008    | 9 aprile 2009   |
| 4  | Chapter Eleven: The F-Word                              | Va all'inf...                          | 22 ottobre 2008   | 16 aprile 2009  |
| 5  | Chapter Twelve: Scary, Scary Night!                     | Una notte di grande paura!             | 29 ottobre 2008   | 23 aprile 2009  |
| 6  | Chapter Thirteen: The Lyin', The Bitch and The Wardrobe | La bugiarda, la strega e il guardaroba | 31 ottobre 2008   | 30 aprile 2009  |
| 7  | Chapter Fourteen: Let the Games Begin                   | Che i giochi abbiano inizio            | 7 novembre 2008   | 7 maggio 2009   |
| 8  | Chapter Fifteen: Sisterhood of the Traveling Prada      | La sorellanza delle Prada da viaggio   | 14 novembre 2008  | 14 maggio 2009  |
| 9  | Chapter Sixteen: Thanksgiving                           | Il giorno del Ringraziamento           | 21 novembre 2008  | 21 maggio 2009  |
| 10 | Chapter Seventeen: Bye, Bye Baby                        | Addio Kirby...                         | 5 dicembre 2008   | 28 maggio 2009  |
| 11 | Chapter Eighteen: Indecent Exposure                     | Rivelazioni indecenti                  | 12 dicembre 2008  | 4 giugno 2009   |
| 12 | Chapter Nineteen: Lover's Leaps                         | Single, matrimoni e rock'n'roll        | 2 gennaio 2009    | 11 giugno 2009  |
| 13 | Chapter Twenty: La Vie En Pose                          | La vita in posa                        | 9 gennaio 2009    | 18 giugno 2009  |